# Aleksandr Dudakow
Aleksandr Wasiljewicz Dudakow (ros. Александр Васильевич Дудаков, ur. 7 marca 1919 we wsi Sogłasowka w obwodzie penzeńskim, zm. 20 kwietnia 2012 w Monino) – radziecki lotnik wojskowy, generał major, Bohater Związku Radzieckiego (1948).

## Życiorys
Skończył niepełną szkołę średnią, mieszkał w Rtiszczewie, od 1936 służył w Armii Czerwonej, w 1938 ukończył wojskową lotniczą szkołę pilotów w Engelsie i otrzymał stopień porucznika i został instruktorem. Od 1942 należał do WKP(b), w 1942 został skierowany do formowanej 222 Lotniczej Dywizji Dalekiego Zasięgu, latał na bombowcu North American B-25 Mitchell, w sierpniu 1942 został przeniesiony do 125 pułku bombowego (w marcu 1943 przemianowanego na 15 gwardyjski pułk bombowy), swój pierwszy lot bojowy wykonał 15 września 1942. Od sierpnia 1942 do kwietnia 1943 w składzie pułku uczestniczył w operacjach Frontu Zachodniego, Kalinińskiego, Stalingradzkiego i Briańskiego, bombardując wojska i skupiska techniki wroga na stacjach i węzłach kolejowych w Homlu, Wiaźmy, Witebska, Orszy, Smoleńska i Briańska, lotnictwo na lotniskach w Kursku, Smoleńsku, Sieszczy, Witebsku i innych miastach. Od października 1942 wykonywał zadania prowadzenia grup samolotów, 6 listopada 1942 otrzymał stopień starszego porucznika, prowadził m.in. nalot na węzeł kolejowy Witebska, gdzie bombowce zniszczyły 24 parowozy i ok. 500 wagonów, w lipcu 1943 został zastępcą dowódcy eskadry, 9 października 1943 brał udział w nalocie na linię kolejową Mozyrz-Homel, niszcząc dwa pociągi. W latach 1943–1944 wraz z załogą przeprowadził wiele nalotów na Konstancę, Pragę, Wrocław, Gdańsk, Budapeszt i Warszawę, w lutym 1944 przewodził na lotom na Helsinki, w kwietniu 1944 czterokrotnie bombardował pozycje wroga podczas wyzwalania Sewastopola. W czerwcu 1944 został dowódcą 1 eskadry w stopniu kapitana, 27 lipca 1944 otrzymał stopień majora, wojnę zakończył bombardowaniami Wrocławia, Świnoujścia i Berlina. Do maja 1945 wykonał 215 lotów bojowych z bombardowaniami obiektów na głębokich tyłach wroga w Berlinie, Budapeszcie, Warszawie, Królewcu i innych miastach. Do 1949 dowodził eskadrą, w 1952 ukończył Akademię Wojskowo-Powietrzną w Monino i został dowódcą 208 pułku lotniczego, później studiował w Wojskowej Akademii Sztabu Generalnego, następnie dowodził 22 Dywizją Lotniczą Dalekiego Zasięgu w Bobrujsku, w 1965 otrzymał stopień generała majora lotnictwa. Wykładał w Akademii Wojskowo-Powietrznej im. Gagarina, w 1974 zakończył służbę wojskową.

## Odznaczenia
- Złota Gwiazda Bohatera Związku Radzieckiego (23 lutego 1948)
- Order Lenina (23 lutego 1948)
- Order Czerwonego Sztandaru (dwukrotnie)
- Order Wojny Ojczyźnianej I klasy (dwukrotnie)
- Order Czerwonej Gwiazdy (dwukrotnie)

I medale.